# Elysius ochrota
Elysius ochrota är en fjärilsart som beskrevs av George Francis Hampson 1901. Elysius ochrota ingår i släktet Elysius och familjen björnspinnare. Inga underarter finns listade i Catalogue of Life.